# Sinagoga de Trondheim
La Sinagoga de Trondheim (en noruego: Synagogen i Trondheim) se localiza en la ciudad de Trondheim, Noruega y tiene la distinción de ser la segunda sinagoga más septentrional del mundo (sólo la sinagoga de Fairbanks, en Alaska está más al norte). La presente sinagoga ha servido a la comunidad judía desde su inauguración el 13 de octubre de 1925. Fue construida para reemplazar la primera sinagoga de Trondheim, la Sinagoga de Santa Jørgensveita que fue inaugurada en 1899.